# Oldenburg in Holstein
Oldenburg in Holstein település Németországban, Schleswig-Holstein tartományban. Lakosainak száma 9983 fő (2023. december 31.).

## Népesség
A település népességének változása:
| Lakosok száma | 9201 | 9771 | 9806 | 9833 | 9881 | 9922 | 9983 |
|               | 1975 | 2015 | 2017 | 2019 | 2021 | 2022 | 2023 |